# Richard Neal
Richard Edmund Neal, född 14 februari 1949 i Worcester, Massachusetts, är en amerikansk demokratisk politiker. Han representerar delstaten Massachusetts andra distrikt i USA:s representanthus sedan 1989.
Neal gick i skola i Springfield Technical High School i Springfield, Massachusetts. Han utexaminerades 1972 från American International College i Springfield. Han avlade sedan 1976 sin MBA vid University of Hartford. Han var borgmästare i Springfield, Massachusetts 1984–1988.
Kongressledamoten Edward Boland kandiderade inte till omval i kongressvalet 1988. Neal vann valet och efterträdde Boland i representanthuset i januari 1989.
Neal är katolik av irländsk härkomst. Han och hustrun Maureen har fyra barn.